# Aqua (Chicago)
Aqua Tower – wieżowiec zaprojektowany przez Jeanne Gang, znajdujący się w Chicago na terenie Lakeshore East. 
Jego budowa rozpoczęła się w 2007, a ukończona została w 2009 roku.
Aqua otrzymał tytuł Wieżowca Roku Skyscraper Award Emporis 2009.

## Opis wnętrz

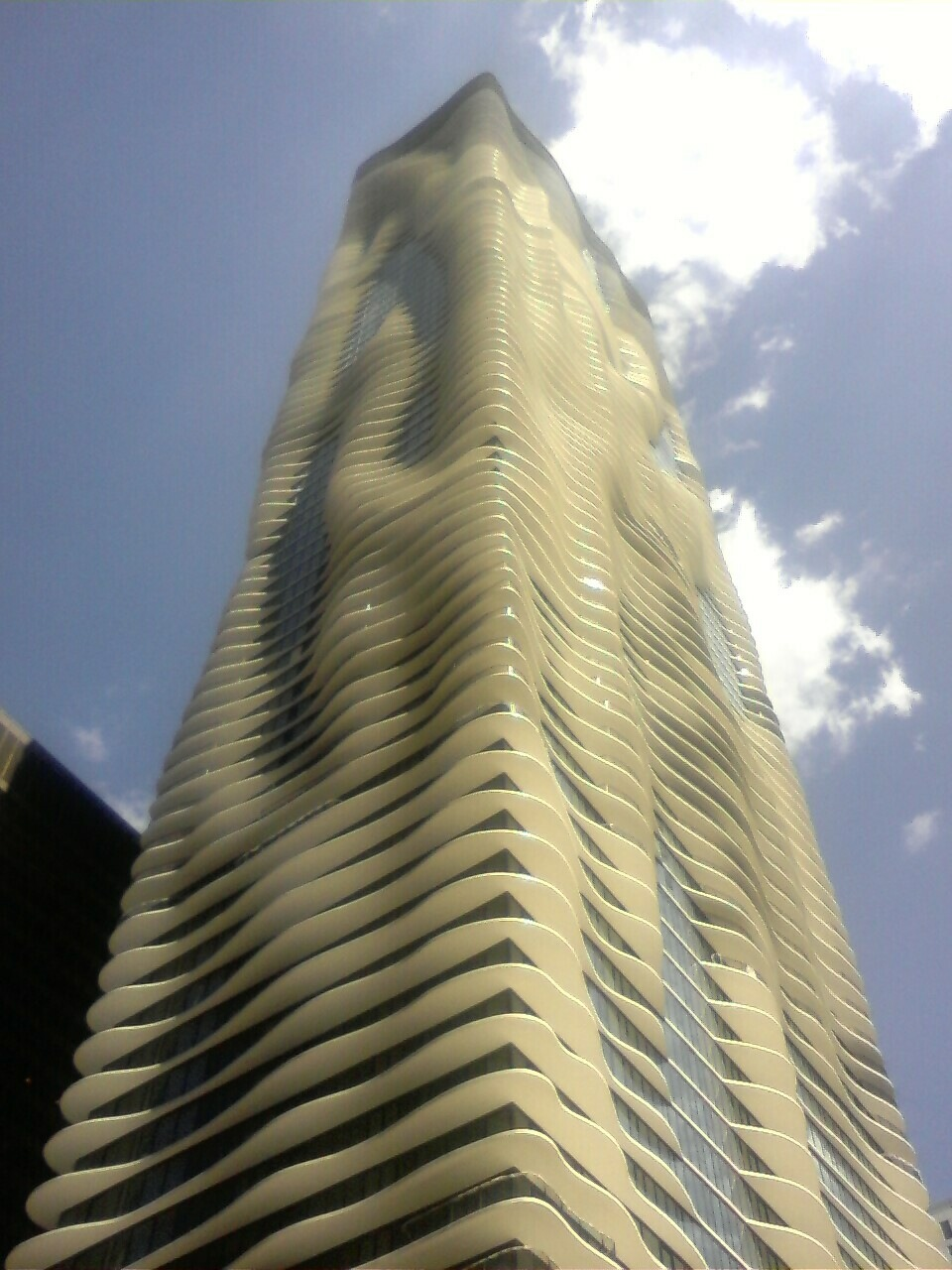
Wieżowiec Aqua znacznie odbiega wyglądem od okolicznych typowo modernistycznych budynków Chicago.

W budynku znajdują się: taras z ogrodem, altana ogrodowa, baseny, jacuzzi, ścieżki piesze i do biegania oraz miejsce na ognisko. 

## Ogólne informacje
Wieżowiec należy do najwyższych budynków mieszkalnych na świecie. Przez dwa lata był nawet najwyższym budynkiem mieszkalnym w USA, jednak w 2011 roku przewyższył go wysoki na 267 m nowojorski 8 Spruce Street.
Budynek wybudowany za sprawą Magellan Development Group został zaprojektowany przez architektkę Jeanne Gang. Jest też najwyższym na świecie budynkiem zaprojektowanym przez kobietę.
Aqua Tower ma wysokość 262 metrów do dachu. Posiada 86 kondygnacji, a także 1 podziemne przeznaczone jako parking. Każde piętro obejmuje około 1 500 m². Całkowita powierzchnia użytkowa wszystkich pomieszczeń wynosi 184 936 m².